# Yutaka Yamamoto
Yutaka Yamamoto (山本 寛?, Yamamoto Yutaka; Osaka, 1º settembre 1974) è un regista giapponese di anime e fondatore dello studio d'animazione Ordet.

## Biografia
Dopo essersi laureato alla facoltà di lettere dell'università di Kyoto entra a far parte di Kyoto Animation dove collabora in serie come Air, Full Metal Panic? Fumoffu, Full Metal Panic! The Second Raid e Munto 2 (nel quale lavora come assistente alla direzione). Nel 2006 è direttore di produzione in La malinconia di Haruhi Suzumiya, ruolo che lo renderà conosciuto ai fan, in particolare per la coreografia da lui ideata del balletto della sigla finale.
L'anno successivo esordisce come direttore con Lucky Star: dopo 4 episodi Yamamoto fu sostituito da Yasuhiro Takemoto in quanto KyoAni non lo riteneva ancora sufficientemente esperto per un ruolo simile. In un'intervista successiva Yamamoto ha rivelato di essere stato licenziato da Kyoto Animation e di non essere riuscito a riavere il suo lavoro. In seguito al licenziamento ha fondato lo studio Ordet, assieme ad alcuni suoi ex colleghi di Kyoto Animation.
Nel 2008 dirige l'anime di Kannagi: Crazy Shrine Maidens, co-prodotto dal suo studio e da A-1 Pictures. Nel 2009 dirige un corto di 90 secondi di Tonari no 801-chan. Nel 2010 dirige il suo primo film live action, Watashi no Yasashikunai Sempai e supervisiona l'OVA di Black Rock Shooter.
Nel 2011 dirige Fractale. Lo scarso successo della serie lo ha portato ad annunciare un ritiro momentaneo dal mondo dell'animazione.
Ritorna nel 2013 dirigendo Miyakawake no kuufuku e Senyū.
Nel 2014 produce con la casa discografica Avex e la società di doppiaggio 81 Produce e dirige un nuovo anime, Wake Up, Girls!.
Tra i fan viene soprannominato "Yamakan".

## Critiche
Nel corso degli anni Yamamoto ha più volte criticato l'industria odierna degli anime. In particolare criticò i produttori rei, a suo avviso, di evitare i rischi derivanti dal creare prodotti originali e che possano piacere a tutti i fan e di concentrarsi invece su anime fotocopia simili fra loro e finalizzati agli otaku. Altre critiche sono state fatte verso gli adattamenti di manga o novel, realizzati al solo scopo di far aumentare le vendite e la popolarità di queste.
Ha annunciato quindi l'intenzione di intervenire in prima persona per salvare gli anime.
Ha lamentato anche la mancanza di personalità forti fra le nuove leve della direzione, portando come esempi la mancanza di Hideaki Anno, Hayao Miyazaki e Yoshiyuki Tomino moderni.
Diversi sono stati i commenti fatti verso Kyoto Animation, suoi ex-datori di lavoro: ospite di Otakon 2009, si scusò con i fan a nome del "Comitato di Produzione della SOS-dan" per l'Endless Eight (8 episodi uguali, con alcune minime differenze) di La malinconia di Haruhi Suzumiya. Yamamoto disse che l'idea era saltata fuori già quando lavorava ancora in KyoAni ma di essere contrario alla cosa e di essere a conoscenza della direzione ripetitiva dell'arco narrativo un anno prima della messa in onda. Si è scusato con i fan, in quanto si è sentito in parte responsabile della cosa per aver abbandonato lo studio.
Sul suo blog corresse poi il suo intervento come "Ex-membro del Comitato di Produzione della SOS-dan", in quanto non era più coinvolto con la produzione dell'anime. Kyoto Animation rispose che Yamamoto non aveva nulla a che fare con la vicenda.
Sempre sul suo blog descrisse il suo corto di Tonari no 801-chan come "l'occasione di vendicarsi": KyoAni aveva infatti annunciato in precedenza la produzione di una serie del manga per poi cancellarla due settimane dopo l'annuncio.
Anche la sua opera più recente, Fractale, ha attirato nuovamente l'attenzione su di lui: durante la conferenza stampa di presentazione dell'anime ha annunciato di essere pronto a ritirarsi dal mondo degli anime qualora il progetto fosse fallito.
Al termine della messa in onda ha confermato in un'intervista alla rivista Otona Anime il suo ritiro a tempo indefinito dichiarando, dopo aver constatato lo scarso successo di pubblico di Fractale, di non riuscire a capire se è impazzito lui o tutto il mondo attorno a lui.
A giugno 2011 Yamamoto scrisse sul suo account Twitter di aver chiesto a Square Enix di interrompere la pubblicazione del manga di Fractale dopo che la disegnatrice di questi, Mutsumi Akazaki, aveva scritto in un post (poi cancellato) sul suo blog di provare disinteresse verso l'opera, augurandosi di lavorare su progetti più affascinanti. Yamamoto rispose alla mangaka, invitandola a disegnare un manga in cui credere piuttosto che "cavalcare il successo altrui". Square Enix ha comunque continuato a pubblicare il manga.

## Curiosità
Yamamoto compare (e viene doppiato da sé stesso) nel quinto episodio di Kannagi nei panni di uno studente che ringrazia la protagonista Nagi per essere diventato finalmente qualificato come direttore e di aiutarlo per gli episodi successivi, in chiaro riferimento al suo licenziamento dopo 4 episodi di Lucky Star.
Compare sempre come cameo anche nel manga di Kannagi.

## Opere
- Full Metal Panic! The Second Raid: Sceneggiatura (ep 6), Storyboard (eps 2, 6, 11), Direttore (eps 2, 6, 11)
- Generator Gawl (1998): Assistente alla direzione (ep 11)
- Jungle wa Itsumo Hale Nochi Guu Final (2001): Direttore (ep 7, 8), Storyboard (ep 7, 8)
- Full Metal Panic? Fumoffu (2003): Direttore (ep 2, 9), Storyboard (ep 2)
- Munto 2: Beyond the Walls of Time (2005): Assistente direttore
- Air (2005): Direttore (ep 2, 5, 8), Storyboard (ep 2, 5, 8)
- Kanon (2006): Storyboard (ep 5, 11), Episode Director (ep 5, 11)
- La malinconia di Haruhi Suzumiya (2006): Direttore di produzione, Sceneggiatura (ep 1, 3, 5, 12), Storyboard (ep 1, 9, 12. ED), Direttore (ep 1, 12, Ending)
- Lucky Star (2007): Direttore (ep 1 - 4), Storyboard (ep 1, 2, 18), Sceneggiatura (ep 4, 10, 23)
- Shakugan no Shana Second (2007): Storyboard (OP 2)
- Sketchbook ~full color'S~ (2007): Direttore (ep 11)
- Kannagi: Crazy Shrine Maidens (2008): Direttore, Storyboard (ep 1, Opening)
- Persona -trinity soul- (2008): Storyboard (ep 6)
- Fullmetal Alchemist: Brotherhood (2009): Storyboard (Terza Ending)
- Tonari no 801-chan (2009): Direttore
- Black Rock Shooter (2010): Supervisore
- Chū-Bra!! (2010): Storyboard (ep 6)
- Watashi no Yasashiku nai Senpai (2010): Direttore
- Fractale (2011): Direttore, Storyboard (Opening, Ending; eps 1, 11)
- blossom (2011): Direttore
- Miyakawake no kuufuku (2013): Direttore
- Senyū (2013): Direttore
- Wake Up, Girls! (2014): Direttore
- Twilight (2019): Direttore